# Korsikas nationella befrielsefront

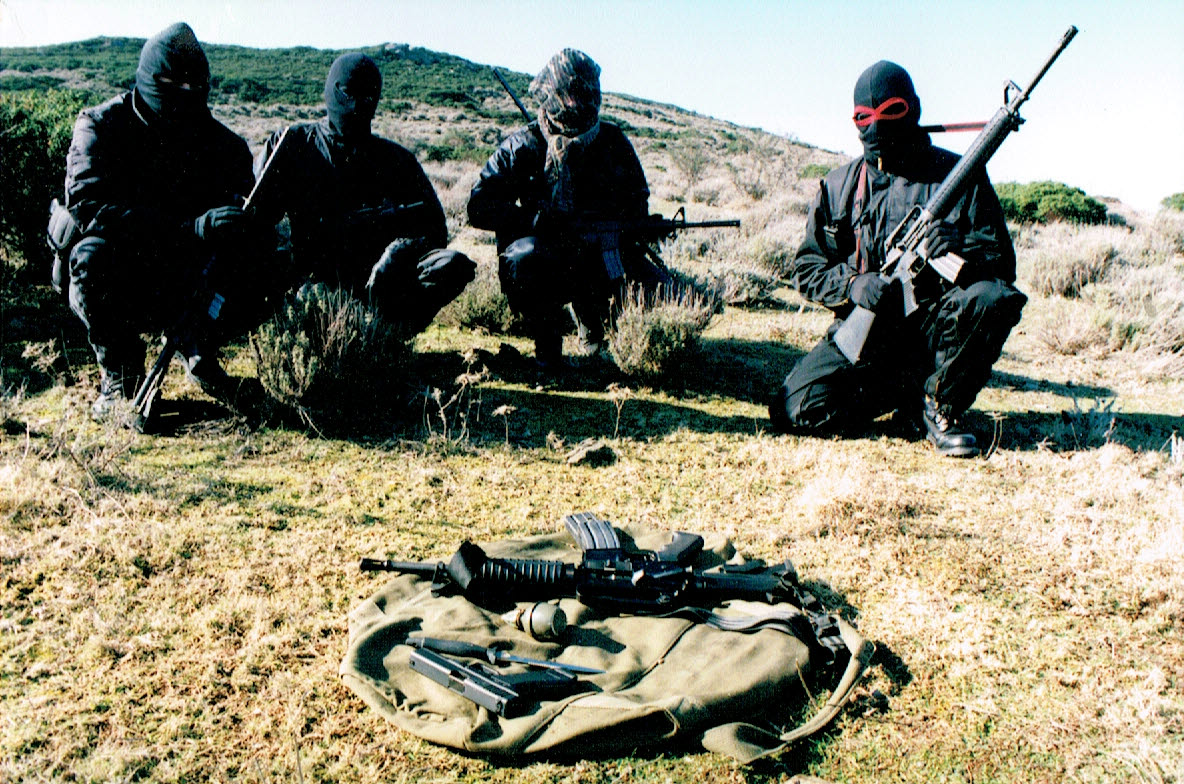
Väpnade medlemmar av FLNC

Korsikas nationella befrielsefront (korsikanska: Fronte di liberazione naziunale di a Corsica eller Fronte di liberazione naziunale corsu; franska: Front de libération nationale corse, förkortat FLNC) är ett namn som används av flera militanta grupper som förespråkar en självständig stat på ön Korsika, skild från Frankrike. Organisationerna finns främst på Korsika och mindre på det franska fastlandet. En Conculta Naziunalista ansågs ofta vara den ursprungliga organisationens politiska flygel.

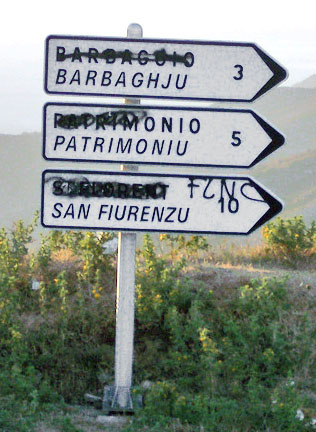
En vägskylt nära Bastìa där de icke-korsikanska ortnamnen har strykts över av gruppen

FLNC har utfört flera militanta handlingar, däribland bombningar riktade mot offentliga byggnader, banker, turistinfrastruktur, militära byggnader och andra uppfattade franska symboler, grov misshandel mot civila, väpnade bankrån och utpressning mot privata företag genom så kallade "revolutionära skatter". Attackerna har främst utförts mot byggnader och öns infrastruktur, men organisationen har även attackerat enskilda personer, däribland Claude Érignac som dödades 1998.
Internationellt stöttar FLNC bland andra Palestina och irländska och baskiska nationalistiska grupper.